# Jesenovec, Železniki
Jesenovec (v starejših virih tudi Jesenovc) je nekdanje naselje v občini Železniki na Gorenjskem. Danes je del Železnikov.

## Geografija
Jesenovec je razloženo naselje ob cesti iz Škofje Loke proti Petrovemu Brdu v zgornji dolini Sore med potokoma Plenšak in potokom Zadnja Smoleva. Obsega soteska potoka Plenšak pod Prtovčem ter sotesko Blok in Slap pod Štedel vrhom (1145 m). Druge bližnje vzpetine so Groblje (1086 m) in Grebel vrh (1348 m) na severozahodu in Vancovec (1085 m) na jugovzhodu.

## Ime
Ime Jesenovec je izpeljano iz drevesa jesena in se nanaša na tamkajšnje nekdanje rastje.

## Zgodovina
Jesenovec je imel leta 1880 v štirih hišah 31 prebivalcev, leta 1890 26 prebivalcev v štirih hišah, leta 1900 27 prebivalcev v štirih hišah  in 40 prebivalcev v sedmih hišah leta 1961. Jesenovec se je leta 1966 priključil Železnikom in s tem izgubil status samostojnega naselja.
Med 13. in 20. stoletjem je v zaselku na levem bregu Sore stala fužina, katere ostanki so danes spomeniško zaščiteni. Prav tako sta pod spomeniškim varstvom tri domačije in toplar.